# Ayo-Maria Atoyebi
Ayo-Maria Atoyebi O.P. (3 tháng 12 năm 1944 – 8 tháng 3 năm 2025) là một giám mục người Nigeria của Giáo hội Công giáo. Ông giữ chức Giám mục Chính tòa Ilorin từ tháng 3 năm 1992 cho tới khi ông nghỉ hưu vào tháng 6 năm 2019.

## Tiểu sử
Ayo-Maria Atoyebi sinh ngày 3 tháng 12 năm 1944 tại thành phố Ilorin, Nigeria thuộc địa. Ông trở thành linh mục dòng Anh Em Giảng Thuyết sau khi được truyền chức vào ngày 17 tháng 12 năm 1978.
Vào ngày 6 tháng 3 năm 1992, ông được bổ nhiệm làm Giám mục Chính tòa Ilorin. Thánh lễ truyền chức giám mục cho Giám mục Atoyebi được cử hành vào ngày 17 tháng 5 năm 1992 với vị chủ phong là Tổng giám mục Peter Yariyok Jatau.
Vào ngày 11 tháng 6 năm 2019, Giám mục Atoyebi về hưu với lý do tuổi già và sức khỏe suy nhược. Người kế nhiệm ông là Giám mục Paul Adegboyega Olawoore, khi đó là Giám mục phó Giáo phận Ilorin. Giám mục Atoyebi qua đời vào ngày 8 tháng 3 năm 2025, hưởng thọ 80 tuổi.